# Thorbjørn Christoffersen
Thorbjørn Christoffersen (født 18. april 1978 i Faaborg) er en dansk animator, illustrator og filminstruktør, der blandt andet er kendt for sin varetagelse af animationsdelen af danske film som Terkel i knibe, Rejsen til Saturn, Ternet Ninja, Ternet Ninja 2 og Ternet Ninja 3.

## Levnedsløb
Thorbjørn Christoffersen blev født i Faaborg i 1978 og opvokset i Vester Åby. Han er selvlært animator og illustrator. I 2001 blev han ansat i animationsstudiet A. Film, hvor han arbejdede med forskellige reklamer, tv-serier og film. Han fik sin instruktørdebut med Terkel i knibe i 2004. Siden har han blandt andet været medinstruktør på animationsfilmene Rejsen til Saturn i 2008 og de tre film om Ternet Ninja i 2018, 2021 og 2025, hvor han stod for animationsdelen. Om Ternet Ninja 3 skrev Filmmagasinet Ekko i sin anmeldelse, at animationen nok aldrig var blevet afviklet i højere kvalitet på dansk jord end i denne film, og at den fungerede med "en fotorealisme, der får øjeæblerne til at stritte".
Christoffersen har desuden illustreret flere bøger. Han har således haft et længere samarbejde med forfatteren Thomas Brunstrøm, først med billedbogen Dengang Sallys far var dreng fra 2015 og siden med flere billedbøger i samme serie.

## Filmografi
Ifølge Internet Movie Database har Christoffersen instrueret syv film:
- Terkel i knibe (2004)
- Rejsen til Saturn (2008, stemmeinstruktør)
- The Trouble with Terkel (2010, amerikansk filmversion af Terkel i knibe)
- Ronal Barbaren (2011)
- Ternet Ninja (2018)
- Ternet Ninja 2 (2021)
- Ternet Ninja 3 (2025)